# Sagyz
Sagyz (kaz.: Сағыз; ros.: Сагиз, Sagiz) – słonowodna rzeka w północno-zachodnim Kazachstanie. Długość – 511 km, powierzchnia zlewni – 19,4 tys. km², średni przepływ (31 km od ujścia) – 2 m³/s, szerokość koryta – 3–48 m, głębokość – 0,3–2 m. Reżim śnieżno-deszczowy.
Sagiz powstaje na zachodnim skraju Wyżyny Przeduralskiej z połączenia rzek Kyzyłädylsaj i Dauyłdy. Płynie początkowo na zachód, potem skręca na południe i znów na zachód. Ginie w słonych moczarach Tenteksor u północnych wybrzeży Morza Kaspijskiego. Dolina Sagiz jest piaszczysta, szeroka (1-4 km), miejscami zabagniona, rzeka dzieli się na wiele kanałów i starorzeczy głębokości do 4 m. Brzegi płaskie, miejscami urwiste (2–7 m wysokości). Latem w górnym biegu wysycha, dzieląc się na łańcuch słonawych jeziorek. Zamarza w listopadzie, rozmarza na przełomie marca i kwietnia. Wody użytkowane do nawadniania.